# Златна Греда
45°43′ пн. ш. 18°52′ сх. д. / 45.72° пн. ш. 18.86° сх. д.
Златна Греда (хорв. Zlatna Greda) — населений пункт у Хорватії, в Осієцько-Баранській жупанії у складі громади Билє.

## Населення
Населення за даними перепису 2011 року становило 5 осіб.
Динаміка чисельності населення поселення:

## Клімат
Середня річна температура становить 10,97 °C, середня максимальна – 25,26 °C, а середня мінімальна – -5,89 °C. Середня річна кількість опадів – 615 мм.
| Клімат поселення                              | Клімат поселення | Клімат поселення | Клімат поселення | Клімат поселення | Клімат поселення | Клімат поселення | Клімат поселення | Клімат поселення | Клімат поселення | Клімат поселення | Клімат поселення | Клімат поселення | Клімат поселення |
| Показник                                      | Січ.             | Лют.             | Бер.             | Квіт.            | Трав.            | Черв.            | Лип.             | Серп.            | Вер.             | Жовт.            | Лист.            | Груд.            |                  |
| Середній максимум, °C                         | 5,89             | 7,81             | 12,37            | 17,12            | 22,38            | 25,26            | 25,19            | 24,60            | 20,42            | 15,06            | 9,09             | 5,26             |                  |
| Середня температура, °C                       | 0,00             | 1,90             | 6,50             | 11,20            | 16,50            | 19,36            | 21,29            | 20,68            | 16,50            | 11,15            | 5,18             | 1,34             |                  |
| Середній мінімум, °C                          | −5,89            | −3,98            | 0,58             | 5,32             | 10,59            | 13,46            | 17,38            | 16,76            | 12,60            | 7,22             | 1,27             | −2,57            |                  |
| Норма опадів, мм                              | 38               | 34               | 37               | 50               | 56               | 77               | 64               | 57               | 48               | 50               | 56               | 48               |                  |
| Середньомісячна швидкість вітру, м/с          | 2.50             | 2.70             | 3.00             | 2.90             | 2.60             | 2.40             | 2.30             | 2.10             | 2.10             | 2.30             | 2.40             | 2.50             |                  |
| Середньомісячна сонячна радіація, кДж/м²·день | 4199             | 6944             | 10938            | 15552            | 19616            | 21855            | 22242            | 20329            | 15025            | 9449             | 4781             | 3493             |                  |
| --------------------------------------------- | ---------------- | ---------------- | ---------------- | ---------------- | ---------------- | ---------------- | ---------------- | ---------------- | ---------------- | ---------------- | ---------------- | ---------------- | ---------------- |
| Джерело:                                      |                  |                  |                  |                  |                  |                  |                  |                  |                  |                  |                  |                  |                  |